# Pere Muñoz i Hernández
Pere Muñoz i Hernández (Flix, 16 de maig del 1954) és un professor i polític català, alcalde de Flix i senador per Tarragona en la IX Legislatura.

## Biografia
Llicenciat en Història. Catedràtic de secundària, ha treballat com a professor de Formació Humanística de FP a Flix i Móra d'Ebre i d'Història i Geografia a l'Institut d'Ensenyament Secundari de Flix, on ha estat director i coordinador pedagògic. Membre fundador del Centre d'Estudis de la Ribera d'Ebre i de l'Associació Cultural la Cana. Ha estat militant del Partit Socialista Unificat de Catalunya (1976-1984) i d'Esquerra Republicana des del 2004.
Alcalde de Flix entre el 1979 i el 1987 i entre el 2003 i el 2009. Anteriorment, n'havia estat regidor, entre el 1987-1991 i el 2009-2011. Ha estat president del Consell Comarcal de la Ribera d'Ebre del 2003 al 2005 i vicepresident d'aquest òrgan any al 2007. A les eleccions generals espanyoles del 2008 fou elegit senador per la circumscripció de Tarragona per l'Entesa Catalana de Progrés.

## Obres
- Reculls històrics de Flix (1982)
- La Ribera d'Ebre i la Guerra de Separació (1993)
- Apunts sobre la Guerra Civil a Flix (1995)
- Alemanys a l'Ebre. La Colònia Química alemanya de Flix (1897-1994) (1994)
- Centenari de la Fàbrica. De la Sociedad Electro-química de Flix a Erkimia. 1897 – 1997 (1997)
- Escrits i records de Josep Franch, de la Palma d'Ebre, afusellat a la presó de Pilats el 1939 (2000)
- La premsa i la Tercera Guerra Carlina a la Ribera d'Ebre (2003)
- Josep Agramunt, Lo Capellà de Flix, i la tercera carlinada (2009)
- La nissaga nobiliària dels Castellví de Flix. Una família liberal en un poble carlí (2015)
- Els castells de Flix. De la Guerra Civil catalana del segle XV fins a la III Guerra Carlina (2017)[5]
- Flix al segle XVII. Amb Jaume Masip Llop. Ed. Associació cultural la Cana (2018).
- Rossend Escolà Cubells (1918-2013). Colors i records de la Palma d'Ebre. Ed. Ajuntament de la Palma d'Ebre (2019).
- Isidre Teixidó (a) lo Barbut de Vinebre i la premsa (2019)[6]